# Yannick Stopyra
Yannick Stopyra (født 9. januar 1961 i Troyes, Frankrig) er en tidligere fransk fodboldspiller, der spillede som angriber. Han var på klubplan tilknyttet Sochaux, Rennes, Toulouse, Bordeaux, Cannes, Metz og Mulhouse. Han nåede at spille 33 kampe og score elleve mål for Frankrigs landshold. Han deltog blandt andet ved VM i 1986, hvor franskmændene vandt bronzemedaljer.